# Рибонуклеинска киселина
Рибонуклеинска киселина (РНК) је биолошки важан тип молекула које имају значајну улогу у кодирању, декодирању, регулацији и експресији гена. РНК и ДНК представљају два типа нуклеинских киселина, које са протеинима спадају у есенцијалне макромолекуле свих живих бића. Као и ДНК, молекули РНК се састоје од дугих ковалентно везаних јединица - нуклеотида, с тим што су РНК молекули најчешће једноланчани. Сваки нуклеотид у РНК молекули се састоји од хетероцикличне базе, шећера рибозе и фосфатне групе.
РНК молекули у ћелији настају транскрипцијом (преписивањем) ДНК помоћу ензима који се називају РНК полимеразе. Већина гена у ДНК молекулу одређује аминокиселинску секвенцу одређеног протеина. РНК молекули, који настају као копије тих гена, а у функцији су преноса генетичке информације са ДНК из нуклеуса (ћелијског једра) у протеински молекул који се синтетише у рибозомима, означавају се као иРНК (информациона РНК, курир, гласничка РНК). Међутим, финални продукти неких гена су различити РНК молекули који имају или функционалну (ензиматску) или структурну улогу у ћелији. Иако је улога многих од ових некодирајућих РНК молекула још непозната, позната је функција неких од њих (нпр. транспортна РНК - тРНК; рибозомска РНК - рРНК и др).

## Структура
Сваки нуклеотид у РНК молекулу (рибонуклеотид) садржи петоугљенични шећер рибозу, једну од четири хетероцикличне базе (аденин - А, цитозин - Ц, гуанин Г или урацил - У) везану за рибозу на позицији првог атома угљеника и фосфатну групу везану за рибозу на позицији трећег атома угљеника. Преко фосфатне групе врши се повезивање суседних нуклеотида фосфодиестерском везом на тај начин што је фосфатна група једним крајем везана за трећим C атомом рибозе једног нуклеотида, а другим за петим C атомом рибозе суседног нуклеотида. Фосфатне групе имају негативни набој, са pH вредношћу у физиолошким границама, чинећи РНК молекул полианјоном. РНК молекули, с обзиром да су једноланчани као и полипептиди могу се савијати у одређене тродимензионалне структуре што је код неких РНК молекула и неопходно за остваривање њихове структурне и каталитичке функције. РНК молекули често садрже кратке нуклеотидне секвенце које са комплементарним секвенцама на другом делу молекула остварују конвенционално ковалентно упаривање база (између цитозина и гуанина, као и између аденина и урацила). Такође, у формирању тродимензионалних структура значајне су и нековалентне интеракције између база.
Важна структурна особина РНК која је разликује од ДНК је присуство хидроксил групе на позицији 2 шећера рибозе. Присуство ове функционалне групе узрокује да завојница поприми геометрију А-форме ДНК уместо Б-форме која је обично присутна у ДНК. Ова особина доводи до веома дубоких и уских великих жлебова и плитких а широких малих жлебова у молекулу. Друга последица присуства хидроксилне групе на другој позицији рибозе је та да у конформационо флексибилним подручјима молекула РНК (која нису укључена у формирање тродимензионалне структуре) може доћи до цепања фосфодиестерских веза унутар молекула.
Иако у синтези РНК учествују само четири базе (аденин, цитозин, гуанин и урацил), оне заједно са везаним шећером, током сазревања РНК молекули могу бити модификовани на различите начине. Псеудоуридин, у којем је веза између урацила и рибозе измењена из - везе у C-C везу, те риботимидин (T) су пронађени на разним местима (међу најзначајнијим у T?C завоју у транспортној РНК). Друга значајна модификована база је хипоксантин, деаминисани аденин чији се нуклеозид назива инозин (I). Инозин има кључну улогу у динамичкој хипотези генетичког кода. Познато је готово 100 других природних модификација нуклеосида. Најразличитије структурне модификације се налазе у тРНК, а псеудоридин и нуклеосид са 2'-0-метилрибозом, често присутни у рРНК, су најчешће. Специфичне улоге многих од ових модификација у РНК нису у потпуности истражене. Међутим, значајно је да се у рибозомској РНК појављују многе од посттранскрипцијских модификација у високо функционалним подручјима, попут средишта пептидил трансферазе, што води до закључка да су веома важне за нормалне функције.
Функционална форма једноструко увијеног молекула РНК, попут беланчевина, често да захтева одређене терцијарне РНК структуре. Основа за ову структуру је заснована на секундарним структурним елементима који су у принципу водоникове везе унутар молекула. Ово доводи до неколико препознатљивих домена секундарне структуре попут зашиљених прстенова, унутрашњих прстенова и деформација. Пошто је РНК молекул са наелектрисањем, јони метала попут магнезијума Mg2+ су неопходни за стабилизацију многих секундарних и терцијарних структура.

### Примарна и секундарна структура РНК
У изградњи молекула РНК (рибонуклеинске киселине) учествују пентозни шећер рибоза, пуринске базе аденин и гуанин и пиримидинске базе, цитозин и урацил, који је карактеристичан за рибонуклеинске киселине. 
РНК су једноланчани молекули који настају тако што се нуклеотиди повезују фосфодиестарским везама чинећи тако примарну структуру РНК. Природа ових веза је иста као у ДНК, само што уместо дезоксирибозе учествује рибоза. Унутар ових једноланчаних молекула комплементарне базе могу да награде краће или дуже дволанчане, спирализоване делове спајајући се водоничним везама (аденин је везан двоструком водоничном везом са урацилом, док је гуанин везан троструком везом са цитозином). Ти дволанчани делови чине секундарну структуру РНК.

## Поређење са ДНК
РНК и ДНК су нуклеинске киселине, али се разликују у три важна елемента. 
- Прво, за разлику од ДНК која је двострука завојница, молекул РНК је једноструко увијен у већини својих биолошких улога и има далеко мањи ланац нуклеотида (не више од неколико хиљада нуклеотида). Ипак, на основу комплементарног упаривања база, унутар РНК молекуле се, као у тРНК, формирају унутрашњи дволанчани сегменти.
- Друго, док ДНК садржи петоугљенични шећер дезоксирибозу, РНК садржи рибозу (која за разлику од дезоксирибозе има хидроксилну функционалну групу спојену на пентозни прстен на позицији 2'). Ове хидроксилне групе чине РНК мање стабилном молекулом од ДНК, јер су далеко подложније хидролизи.
- Треће, комплементарна база аденину није тимин, као што је случај код ДНК, него је урацил, који је неметилирана форма тимина.[13]

Биолошки најактивнији РНК молекули попут иРНК, тРНК, рРНК, мале нуклеарне РНК и друге некодирајуће РНК, садрже секвенце комплементарне себи које омогућавају деловима РНК да се упарују образујући на тај начин двоструке завојнице. Анализа ових РНК је открила да су оне веома комплексно структуиране. На овај начин РНК молекули имају хемикаталитичку способност. На пример, анализом структуре рибозима, ензима који катализују формирање пептидне везе, откривено је да је његово активно место састављено у потпуности од РНК.

## Синтеза
Синтезу РНК катализира дјеловање ензима - РНК полимераза - користећи један од ланаца ДНК (кодирајући, матрични ланац) као шаблон, што је процес означен као транскрипција. Успешна транскрипција је есенцијална за генску експресију с обзиром да је то главни моменат у коме ћелија регулише које протеине ће производити и којом стопом продукције. Успешна транскрипција гена захтева да РНК полимеразе прецизно делују, а начин на који се то деловање остварује се разликује код прокариота и еукариота. Почетак транкрипције одређује везање ензима на специфичну секвенцу нуклеотида која представља стартну тачку РНК синтезе промотер на ДНК молекулу. Двострука завојница ДНК се одмотава деловањем ензима хеликазе. Ензим затим на матричном ланцу напредује у 3' према 5' смеру, синтетишући комплементарни РНК молекул уградњом нових рибонуклеотида у смеру од 5' према 3' крају. ДНК секвенца такође одређује када ће се десити прекид синтезе РНК. Новонастали РНК ланац се одмах по завршетку транскрипције одваја од ДНК матрице што омогућава продукцију великог броја РНК копија са истог гена у релативно кратком времену. Примарни транскрипт се често модификује након транскрипције деловањем ензима. На пример, полиаденински - поли(А) реп и 5' капа се додају на пре-РНК а интрони бивају елиминисани.
Постоји и велики број РНК зависних РНК полимераза које користе РНК као свој шаблон за синтезу нових ланаца РНК. На пример, велики број РНК вируса (као што је полиовирус) користе овај тип ензима за репликовање свог генетичког материјала. Такође, РНК зависна РНК полимераза је део РНК интерференције у многим организмима.

## Врсте и улоге РНК
По улози коју у ћелији имају и по свом просторном изгледу, РНК се дели на: информациону, транспортну и рибозомску. Све три врсте настају преписивањем (транскрипција) одређених делова једног ланца ДНК, односно преписивањем гена, tако да РНК представљају копије појединих гена. 
Информациона РНК (иРНК) настаје преписивањем структурних гена који садрже упутство за синтезу протеина. Улога иРНК је да то упутство (информацију) за синтезу протеина пренесе до рибозома (место синтезе протеина). Синтеза иРНК почиње онда када је ћелији потребан неки протеин, а када се обезбеди довољна количина протеина иРНК бива разграђена.
Транспортна РНК (тРНК) настаје преписивањем мале групе специфичних гена. Транспортна РНК има двоструку улогу: преводи упутство за синтезу протеина са иРНК у редослед аминокиселина у протеину и преноси аминокиселине до рибозома. 
Рибозомска РНК (рРНК) настаје преписивањем гена који се заједнички називају »организатори једарцета«. Њена улога је да заједно са одређеним протеинима награди рибозоме. 
Ћелије једног организма се међусобно разликују по иРНК и тРНК које садрже док су рРНК и ДНК у свим ћелијама једног организма исте.

### Информациона РНК
Информациона РНК (иРНК) је тип РНК молекула која преноси генетичку информацију од ДНК до рибозома, ћелијских органела на којима се врши синтеза беланчевина (транслација). Кодирајућа секвенца иРНК одређује секвенцу аминокиселина у новосинтетизираним беланчевинама. Међутим, многи РНК молекули не кодирају производњу беланчевина (око 97% транскрипцијских продуката не кодирају беланчевине у еукариотским ћелијама.)

### Некодирајуће РНК (нкРНК)
Ове такозване некодирајуће РНК (нкРНК) кодирају РНК гени. Најпознатији примери некодирајућих РНК су транспортне РНК (тРНК) и рибозомске РНК (рРНК), обе су укључене у процес транслације. Постоје и некодирајуће РНК које су укључене у регулацију гена, процесирање РНК и друге улоге. Одређени РНК молекули имају могућност да катализирају хемијске реакције попут исецања и везивања других РНК молекула, те катализу формирања пептидних веза у рибозомима; ове РНК су познате као рибозими.

### Транслација
Информациона РНК (иРНК) преноси генетичку информацију, представљену секвенцом нуклеотида ДНК молекуле, до рибозома, органела у ћелији, где одређује уградњу одређених аминокиселина у полипептидни молекул. Редослед од три нуклеотида (кодон) у иРНК одређује уградњу одређене аминокиселине у полипептидни ланац. У еукариотским ћелијама, након транскрипције и синтезе примарног транскрипта (пре-иРНК) бројним процесима и модификацијама се она дорађује до коначне форме иРНК. Ови процеси између осталог укључују и уклањање инитрона - некодирајућих делова примарног транскрипта. Након тога иРНК пролази из ћелијског једра у цитоплазму, где се веже за рибосоме и транслира у одговарајућу беланчевину уз помоћ транспортне РНК (тРНК). У прокариотским ћелијама, које немају ћелијско једро, иРНК се може везати за рибозоме током транскрипције. Након одређеног времена, иРНК се деградирају у своје нуклеотидне компоненте уз помоћ рибонуклеазе.
Транспортна РНК (тРНК) је РНК ланац од око 80 нуклеотида који преноси одређену аминокиселину у растући полипептидни ланац приликом транслације. Транспортна РНК има место за везање специфичне аминокиселина и антикодон - регион за препознавање кодона у ланацу иРНК.
Рибозомска рибонуклеинска киселина (рРНК) је каталитичка и структурна компонента рибозома. Еукариотски рибозоми садрже четири различита рРНК молекула: 18S, 5.8S, 28S и 5S рРНК. Код еукариота гени за рРНК (осим за 5S рРНК) могу бити лоцирани на више хромосома, на тзв. нуклеоларним деловима генома који учествују у формирању нуклеолуса (једарцета. Гени за рРНК, укључујући и оне за 5S рРНК која се синтетиша одвојено од осталих рРНК, су високо репетитивни, тако да ћелија сисара може да садржи од 100 до 2000 копија рРНК гена. У цитоплазми, рРНК и беланчевине се комбинују у нуклеобеланчевинасте структуре - рибозоме. Рибозоми вежу иРНК, а у њима се одвија синтеза беланчевина. Неколико рибозома може бити истовремено везано на једну иРНК. Рибозомска РНК је главни производ транскрипције и чини 80-90% укупне РНК екстраховане из типичне еукариотске ћелије.
Транспортно-информациона РНК (тиРНК) пронађена је у многим бактеријама и пластидима. Она означава беланчевине које кодира иРНК, а којима недостају стоп кодони за деградацију и превентира одуговлачење рада рибосома.